# Arruaba
Arruaba est un village de la province de Huesca, situé dans la Guarguera (vallée du Guarga) à une dizaine de kilomètres au sud-est de la ville de Sabiñánigo. Il est aujourd'hui inhabité. L'église d'Arruaba est dédiée à l'apôtre Jacques le Majeur ; de style roman, elle compte une seule nef et n'a pas de chapelles latérales.